# Янкаускайте, Инга
Инга Янкаускайте (лит. Inga Jankauskaitė, родилась 10 января 1981 года в Каунасе) — литовская актриса, певица и телеведущая.

## Биография
1987—1997 училась в Каунасской муз. школе им. Юозаса Науялиса (по классу фортепиано). В 1999 г. окончила Каунасскую школу им. Винцаса Кудирки. 1999–2002 и 2004–2005 училась актёрскому мастерству в Литовской академии музыки и театра. Актриса Литовского национального театра драмы. С 2004 г. снимается в кино. 2010 номинирована на премию «Серебряный журавль» за роль в чёрной комедии «Зеро 2».
1996—1997 вела детскую передачу «Ingumynai» на радиостанции «Kauno fonas». 1997—1999 на радиостанции «Ultra vires» вела передачу «Širdele mano». 1996—1999 выступала в группе L+. Поёт песни на литовском, английском и русском языках. Из русскоязычных песен можно отметить романс «Откуда» — русская версия песни «Dėl Tavęs» Джорданы Буткуте.
В 2007 г. выступала в шоу «Žvaigždžių duetai» (аналог британского «Celebrity Duets» и русского «Две звезды») с Чесловасом Габалисом, где заняла 2-е место, а 2008–2017 была ведущей этого шоу. В 2013 г. стала ведущей шоу «Chorų Karai» (литовская версия «Clash of the Choirs»). Также вела 2-й и 3-й сезоны программы «Lietuvos Balsas» («Голос Литвы») (версия междунар. шоу «The Voice»), была наставницей 5-го и 6-го сезона (2017—2018), а также 1-го сезона «Голоса Литвы. Старшие» (2019).
2010 выпустила альбом русских романсов «Romanso Improvizacija», записанный с Аурелиюсом Глобисом.
2019 выпустила сольный альбом «Mano vienintelis» («Мой единственный»), представленый в Каунаской арене «Žalgiris». 
2020 вышел альбом «Tau ir man» («Тебе и мне»).

## Личная жизнь
В 2002 г. вышла замуж за продюсера Гинтараса Плитникаса (в браке родился сын Костас). 24 апреля 2010 обвенчалась с нотариусом Марюсом Страчкайтисом 
(родились близнецы Йонас и Мария), развелись 10 марта 2016.

## Роли в театре и опере
- 2001 — «Дочери Кинг-Конга» — Берта (по книге Терезии Вальтер[нем.], реж. Йонас Вайткус, Акция новой драмы).
- 2004 — «Мария Стюарт» — Мария Стюарт (пьеса Фридриха Шиллера, реж. Йонас Вайткус, Литовский национальный драматический театр).
- 2005 — «Демоны. Черти. Одержимые. Бесы» («Demonai. Nelabieji. Apsėstieji. Kipšai») — Лиза (по роману Фёдора Достоевского «Бесы», реж. Йонас Вайткус, Литовский национальный драматический театр).
- 2006 — «Маленький принц» — Роза (по роману Антуану Де Сент-Экзюпери, реж. Саулюс Миколайтис, Литовский национальный драматический театр).
- 2007 — опера «Любовь и смерть в Вероне» («Meilė ir mirtis Veronoje») — Джульетта (по драме Уильяма Шекспира «Ромео и Джульетта», реж. Айдас Гиниотис).
- 2008 — «Вильнюс-Дакар» — Одре (реж. Костас Сморигинас)[4].
- 2009 — «Человек из Ла Манчи» — Дульсинея (по Мигелю Сервантесу, реж. Адольфас Вечерскис).
- 2015 — «Королева Луиза» — Королева Луиза (по книге Арвидаса Юозайтиса, реж. Гитис Падегимас, Клайпедский драматический театр)[5].
- 2018 — «Русский роман»  — Анна Каренина (по Льву Толстому, реж. Оскарас Коршуновас, Русский драматический театр Литвы).
- 2018 — «Zero Live Show» — Рима (реж. Емилис Веливис).

## Роли в кино и ТВ
- 2004 — «В полном одиночестве» — Альбина Нейфальтиене - «Соснушка».
- 2006–2009 — сериал «Непрошенная любовь» — Мета Баронайте-Звиниене.
- 2009 — «Зеро 2» — Лика.
- 2013 — «Как украсть жену» — певица.
- 2017 — «Зеро 3» — Рима.
- 2017 — «Три миллиона эвро» — Живиле.
- 2019 — «И все их мужья» — Юрга.
- 2019 — «Идеальное свидание» — Дайва.